# Сейлор Уран
Сейлор Уран (яп. セーラーウラヌス Сэ:ра: Уранусу) — одна из основных персонажей в метасерии «Сейлор Мун». Её настоящее имя — Харука Тэнно (яп. 天王 はるか Тэнъо: Харука). Сильная воительница, которая может превращаться в одну из особых героинь серии — сейлор воина. Она является страстным поклонником скорости, и ни один мужчина не способен её догнать.
Харука одна из наиболее известных персонажей аниме, «открыто признающих свою гомосексуальность». Её сильная персона (для жанра сёдзё) — один из стандартных архетипов в юри.
За озвучивание Сейлор Уран Мэгуми Огата в 1996 году получила премию Animage как лучшая сэйю.

## Профиль
Харука — упрямая личность, обладающая сильной волей. Она водит гоночную машину, хотя ей только 16 лет на момент первого появления. Из-за соотношения дня её рождения и японского школьного года она учится на класс старше внутренних воинов. В манге утверждается, что Харука одновременно «и мужчина, и женщина». Однако позднее в интервью мангака указала, что Харука «всегда была девушкой, и всегда будет».
Харука любит флиртовать и ей нравится дразнить девушек. В манге она легко флиртует с Усаги просто по привычке или забавы ради, а также целует её. Иногда Усаги поддерживает игру.
Несмотря на то, что сексуальный характер её отношений с Мичиру всецело обозначается лишь ближе к концу сериала, на их романтические отношения указывается намного раньше, и большинство персонажей метасерии довольно быстро это понимают.
Кроме своих отношений с Мичиру Харука дружит ещё и с Сэцуной, так как они втроем являются внешними воинами. После победы над Апостолами Смерти и перерождения Сейлор Сатурн в ребёнка они берут на себя обязанность заботиться о ней. Ничего о семье Харуки неизвестно, кроме того, что они с Мичиру живут довольно состоятельно. В манге Харука говорит, что у них с Мичиру есть «богатые покровители». В 98 серии аниме Харука становится целью половой дискриминации, но никогда не сталкивается с гомофобией.

## Формы
| Первое появление     |        |                                            |
| Форма                | Манга  | Аниме                                      |
| Сейлор Уран          | Акт 24 | Серия 90 Серия 28 (Sailor Moon Crystal)    |
| Харука Тэнно         | Акт 24 | Серия 92 Серия 27 (Sailor Moon Crystal)    |
| Вторая (Супер) форма | Акт 39 | Серия 167 Серия 39 (Sailor Moon Crystal)   |
| Принцесса Урана      | Акт 41 | Pretty Guardian Sailor Moon Eternal part 2 |
| Третья форма воина   | Акт 42 | Pretty Guardian Sailor Moon Eternal part 2 |

Астрологический символ Урана

Как персонаж с несколькими реинкарнациями, особыми силами, трансформациями и долгим временем жизни, растянутым между эрой Серебряного Тысячелетия и 30-м веком, по ходу серии Харука получает разные формы и псевдонимы.

### Сейлор Уран
Превращаясь, Харука становится Сейлор Уран и носит униформу, окрашенную в жёлтый и кобальтово-синий. В отличие от большинства воинов она носит перчатки длиной лишь до середины предплечья. В ходе развития сюжета использует различные титулы, включая «воин неба» и «воин битвы». Её титулы упоминают небо, указывая на Урана, бога неба в греко-римской мифологии. Владеет одним из трёх талисманов чистых душ — Космическим Мечом.

### Принцесса Урана
Во времена Серебряного Тысячелетия Сейлор Уран также являлась принцессой своей родной планеты. Её обязанностью было вместе с принцессами Нептуна и Плутона защищать Солнечную систему от внешних вторжений. Как принцесса Урана носит платье синего цвета и живёт в замке Миранда, расположенном на одном из спутников Урана. В таком виде она появляется лишь в 41 акте манги и на сопровождающей серию продукции.

## Актрисы
В японской версии аниме и полнометражных фильмов Харуку Тэнно озвучивала опытная сэйю Мэгуми Огата, ранее озвучивавшую монстра дня, Петц, и юного Мамору в сериале. Режиссёр проинструктировал Огату, что изображать Харуку надо, как если бы она и Мичиру были женатой парой. В 1995 году Огата выиграла 16-е Аниме Гран-при журнала Animage как лучшая сэйю, во многом благодаря роли Сейлор Уран. В сериале Sailor Moon Crystal Харуку озвучивала Дзюнко Минагава.
В мюзиклах роль Харуки сыграли 6 актрис: Санаэ Кимура, Нао Такаги, Асако Утида, Акико Накаяма, Сю Сиоцуки, Тэрада Синдзю.